# NBA All-Star Game 1983
Le NBA All-Star Game 1983 s’est déroulé le 13 février 1983 dans The Forum de Los Angeles.
L'hymne national américain est entonné avant la rencontre de marnière marquante par le chanteur Marvin Gaye. L'entraîneur Pat Riley témoigne ainsi : « J’ai eu le privilège d’être là, au moment où cette icône a chanté cette chanson. Les gens présents ce jour-là ont vu quelque chose d’unique, qui les a changés d’une certaine manière. La mort tragique de Marvin fut déprimante pour beaucoup de gens ».
Devant 17 505 spectateurs, Julius Erving est élu MVP du All-Star avec 25 points (11/19 aux tirs dont un poster dunk sur Artis Gilmore), 6 rebonds, 3 passes et 2 contres après la victoire de son équipe de la Conférence Est 132 à 123. Après Hal Greer en 1968, il est le deuxième joueur de l’histoire des Sixers à recevoir ce trophée.

## Effectif All-Star de l’Est
- Moses Malone (76ers de Philadelphie)
- Julius Erving (76ers de Philadelphie)
- Larry Bird (Celtics de Boston)
- Buck Williams (New Jersey Nets)
- Sidney Moncrief (Bucks de Milwaukee)
- Marques Johnson (Bucks de Milwaukee)
- Robert Parish (Celtics de Boston)
- Isiah Thomas (Pistons de Détroit)
- Maurice Cheeks (76ers de Philadelphie)
- Reggie Theus (Bulls de Chicago)
- Bill Laimbeer (Pistons de Détroit)
- Andrew Toney (76ers de Philadelphie)

## Effectif All-Star de l’Ouest
- Kareem Abdul-Jabbar (Lakers de Los Angeles)
- Magic Johnson (Lakers de Los Angeles)
- Jamaal Wilkes (Lakers de Los Angeles)
- David Thompson (SuperSonics de Seattle)
- George Gervin (Spurs de San Antonio)
- Maurice Lucas (Suns de Phoenix)
- Alex English (Nuggets de Denver)
- Jim Paxson (Trail Blazers de Portland)
- Artis Gilmore (Spurs de San Antonio)
- Jack Sikma (SuperSonics de Seattle)
- Gus Williams (SuperSonics de Seattle)
- Kiki Vandeweghe (Nuggets de Denver)